# 布法羅鎮區 (密蘇里州鄧克林縣)
布法羅鎮區（英語：Buffalo Township）是位於美國密蘇里州鄧克林縣的一個行政鎮區。

## 地方資料
布法羅鎮區的面積為105.86平方千米，當中陸地面積為104.93平方千米，而水域面積為0.93平方千米。根據2020年美國人口普查的數據，當地共有人口1092人，而人口密度為每平方千米10.32人。